# Emily Bolton
Emily Bolton (1951) é uma atriz arubiana criada na Inglaterra e nos Países Baixos, mais conhecida internacionalmente por seu papel da bond girl Manuela no filme 007 contra o Foguete da Morte (1979), o contato brasileiro de 007 na aventura, da franquia cinematográfica do espião britânico James Bond, criado por Ian Fleming.
Na infância e adolescência Bolton quis seguir a carreira de pianista, posteriormente se decidindo pelas artes dramáticas aos dezoito anos. Além do cinema, ela também teve participações em seriados e filmes da TV britânica produzidos pela BBC e no filme Valentino (1977), de Ken Russell. Encerrou a carreira no cinema em 1992.